# Jorge Oñate
Jorge Antonio González Oñate (Robles La Paz, Cesar 31 de março de 1949 - Medellin, 28 de fevereiro de 2021) foi um cantor e compositor colombiano de vallenato. A partir de 2004 e desde o início de sua carreira em 1968 conquistou 25 discos de ouro, 7 discos de platina e 6 platina dupla por suas vendas, entre outros inúmeros feitos musicais. Ele também havia entrado com sucesso na política como vereador de sua cidade natal.
Oñate morreu de complicações relacionadas ao COVID-19 em 28 de fevereiro de 2021 em Medellín.

## Discografia
- 1968: Festival Vallenato
- 1969: Lo último en vallenatos
- 1970: Diosa divina
- 1970: Conmigo es el baile
- 1971: El jardincito
- 1972: Reyes vallenatos
- 1973: El cantor de Fonseca
- 1973: Las bodas de plata
- 1974: Fuera de concurso
- 1974: Rosa jardinera
- 1975: Canto a mi tierra
- 1975: La Parranda y la Mujer
- 1975: Los dos amigos
- 1976: Campesino parrandero
- 1977: Únicos
- 1978: Silencio
- 1978: En la cumbre
- 1978: El cambio de mi vida
- 1979: Siempre unidos
- 1980: Noche de estrellas
- 1981: Ruiseñor de mi valle
- 1982: Paisaje de sol
- 1983: 13 aniversario
- 1983: El cantante
- 1984: Canto y tradición
- 1985: El cariño de mi pueblo
- 1986: Ahora con Álvaro López
- 1987: El Jilguero
- 1988: El folclor se viste de gala
- 1989: Palabras de amor
- 1990: El más fuerte
- 1991: Mi mejor momento
- 1992: Bailando así
- 1992: Canta a Venezuela
- 1993: El vallenato de siempre
- 1996: Nací para cantar
- 1997: El de todos los tiempos
- 1998: Universal
- 1999: El poder de mis canciones
- 2001: Llévame contigo
- 2002: El invencible
- 2003: En vivo
- 2004: Seguiré triunfando
- 2005: Vivo cantando
- 2006: Mi mejor regalo
- 2008: 40 Años de Parranda
- 2009: Te dedico mis triunfos
- 2012: El chacho de la película
- 2016: Patrimonio cultural